# Kastellokampos
Kastellokampos (greacă Καστελλόκαμπος) este un oraș în Rio în Grecia în Prefectura Ahaia.